# Bill McKibben
William Ernest McKibben, detto Bill (1960), è un ambientalista statunitense attivo anche come scrittore e giornalista.
Ha scritto molto sui cambiamenti climatici, tanto che nel 2010 il Boston Globe lo ha definito "probabilmente l'ambientalista più influente della nazione" . 
Nel 2009 ha contribuito a fondare l'organizzazione mondiale per il clima 350.org.
Nel 2014, è insignito del Right Livelihood Award a fianco di Edward Snowden.
- Laudato si

"Bill McKibben, a co-founder of the global climate movement 350.org, said Francis “is not just a moral arbiter. He's also a canny observer of world politics.” With the encyclical, “he's demonstrating that the time has come for the world to act. There's enough consensus — or there will be once he's done — for the world's leaders to finally, really, get to work.”"